# 四条隆永
四条 隆永（しじょう たかなが、文明10年（1478年） - 天文7年（1538年）4月16日）は、室町時代中期の公卿。

## 官歴
- 文明16年（1484年）：侍従
- 延徳2年（1490年）：従五位上
- 明応2年（1493年）：正五位下、右少将
- 明応6年（1497年）：従四位下、下野介、右中将
- 明応10年（1501年）：従四位上
- 永正2年（1505年）：正四位下
- 永正7年（1510年）：従三位、右兵衛督
- 永正11年（1514年）：参議
- 永正16年（1519年）：権中納言
- 大永元年（1521年）：従二位
- 大永6年（1526年）：正二位
- 大永7年（1527年）：権大納言
- 天文7年（1538年）：従一位

## 系譜
- 実父：中御門宣胤
- 養父：四条隆量
- 子：四条隆重